# وسنا رادوویچ
وسنا رادوویچ (سیریلیک صربی: Весна Радовић؛ زادهٔ ۷ سپتامبر ۱۹۵۴) بازیکن هندبال اهل یوگسلاوی است.